# مستشفى الثورة (صنعاء)
مستشفى الثورة العام أكبر مستشفى حكومي عام في اليمن ويقع في العاصمة صنعاء وبالتحديد في نهاية شارع عمرو بن معد يكرب (صنعاء) شمالاً، شرق ملعب النادي الأهلي (صنعاء) . بدأ كمستشفى للأطفال.
يعاني هذا المستشفى من نقص المواد الطبية الضرورية لتقديم العناية الصحية بسبب الحرب على اليمن.